# Disposable Soft Synth Interface
Disposable Soft Synth Interface (DSSI) puede ser entendido como LADSPA para instrumentos, o algo comparable a  VSTi. Es una  API para plugins de procesamiento de audio, es especialmente útil para  plugins de   síntesis por software con  interfaces gráficas de usuario.
DSSI es una especificación abierta y bien documentada desarrollada para su uso en aplicaciones de audio en  Linux, aunque es portable a otras plataformas.
DSSI consta de una API en  lenguaje C para su uso en plugins y en los programas anfitriones (Ej.   DAWs como Rosegarden, Qtractor o  Muse. Está basada en el API de LADSPA, y una API  OSC (Open Sound Control) para usar en la Interfaz gráfica de usuario y las comunicaciones con el programa anfitrión. | La especificación DSSI consiste en un RFC que describe los antecedentes de la propuesta y define la parte OSC de la especificación, y un archivo de cabecera documentado que define la API C.
DSSI es Software Libre. El archivo de cabecera DSSI se ofrece bajo la licencia GNU Lesser General Public License.

## Estado de Desarrollo
La API de DSSI se encuentra actualmente en la versión 1.0. La propia API se considera estable - cualquier desarrollo futuro se conservara la compatibilidad con versiones anteriores. Un anfitrión o plugin que implemente la API 1.0 se puede esperar que sea compatible con otros plugins DSSI o hosts en el futuro.
La actual distribución DSSI, versión 1.1.0, contiene la versión más reciente del archivo de cabecera DSSI, documentación, anfitrión de referencia y ejemplo plugins.

## Programas Anfitriones con soporte DSSI
- jack-dssi-host, es una implementación de referencia incluido en la distribución DSSI 1.1.0.
- Rosegarden, secuenciador Midi y Audio.
- ghostess, un anfitrión con un sencillo interfaz GTK +, basado en jack-dssi-host.
- dssi~, un external de puredata que da soporte a DSSI y LADSPA.
- Aldrin, the tracker and modular synth inspired by Buzz. Full support for DSSI OSC/UIs requires Aldrin 0.13 and Armstrong 0.2.6.
- Qtractor, an audio/MIDI multi-track sequencer.
- MusE sequencer added full DSSI support with version 1.0.
- Renoise, a tracker-based digital audio workstation, supports DSSI as of version 2.6.
- Carla, a host for multiple plugin standards, including DSSI, LADSPA, LV2 and VST. Carla is part of the KXStudio applications suite.